# Minardi M01
Minardi M01 je Minardijev dirkalnik Formule 1, ki je bil v uporabi v sezoni 1999, ko so z njim dirkali Luca Badoer, Stéphane Sarrazin in Marc Gené. Medtem ko se Luca Badoer in Stéphane Sarrazin, ki je nadomeščal Badoer le na eni dirki, nista uspela uvrstiti med dobitnike točk, je Marc Gené dosegel eno prvenstveno točko s šestim mestom na Veliki nagradi Evrope. Ta točka je moštvu prinesla deseto mesto v konstruktorskem prvenstvu.

## Popolni rezultati Formule 1
(legenda)
| Leto | Moštvo  | Motor         | Gume | Dirkači           | 1   | 2   | 3   | 4   | 5   | 6   | 7   | 8   | 9   | 10  | 11  | 12  | 13  | 14  | 15  | 16  | Toč | Prv |
| ---- | ------- | ------------- | ---- | ----------------- | --- | --- | --- | --- | --- | --- | --- | --- | --- | --- | --- | --- | --- | --- | --- | --- | --- | --- |
| 1999 | Minardi | Fondmetal V10 | B    |                   | AVS | BRA | SMR | MON | ŠPA | KAN | FRA | VB  | AVT | NEM | MAD | BEL | ITA | EU  | MAL | JAP | 1   | 10. |
| 1999 | Minardi | Fondmetal V10 | B    | Luca Badoer       | Ret | Inj | 8   | Ret | Ret | 10  | 10  | Ret | 13  | 10  | 14  | Ret | Ret | Ret | Ret | Ret | 1   | 10. |
| 1999 | Minardi | Fondmetal V10 | B    | Stéphane Sarrazin |     | Ret |     |     |     |     |     |     |     |     |     |     |     |     |     |     | 1   | 10. |
| 1999 | Minardi | Fondmetal V10 | B    | Marc Gené         | Ret | 9   | 9   | Ret | Ret | 8   | Ret | 15  | 11  | 9   | 17  | 16  | Ret | 6   | 9   | Ret | 1   | 10. |

‎